# 焯

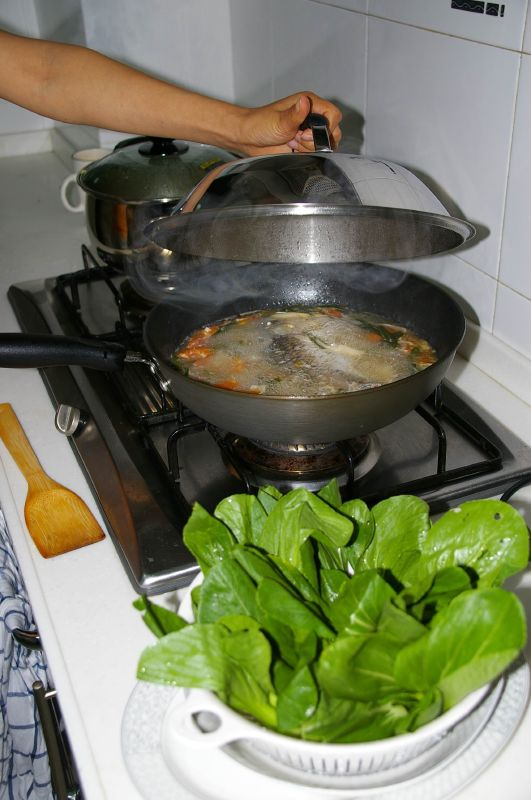
對蔬菜的焯

、（俗寫川）、燙（臺羅：thǹg），亦稱為焯水、飞水、汆燙、川烫，是烹调的一种手法，即将被烹调的原料在沸水或者清汤中暂短烫一下的处理过程。通常需要焯水的情况是，肉类的去腥，蔬菜去除苦味和需要保鲜增绿，希望缩短后期烹调时间的原料。例如豆角必须熟透才可食用，否则会中毒。如果先焯一下，可以减少后期炒菜时间，也可以保持其鲜绿的颜色。
也減少細菌的數量，提高保存的期限；建議待其降溫後 放置冰箱保存確保新鮮。
英语烹饪和食品工业中将部分水煮至半熟称为（半煮、预煮），部分水煮后快速冷却（浸冰水、過冷水）的则另外称为（烫漂）。前者的过程、作用和焯烫一致，后者则一般用于保存冷冻蔬菜等食品（快速冷却可以防止煮过头，保存新鲜的口感）。